# カネコ (計測機器)
株式会社カネコ（英: KANEKO Corporation、KNK）は、東京都杉並区に所在する日本の鉄道計測機器製造会社。

## 概要
鉄道計測機器製造、消防製品製造を行っている。鉄道向けの軌道計測機器では国内トップクラスのシェアを誇る。本社の他に東京都日野市に製造・メンテナンス工場を持っている。
創業は1947年（昭和22年）。軌間を計測する製品開発の為、KS研究所を建てたのが始まりであり、日本全国の鉄道会社との関りが強い。

## 沿革

### 1940年代・50年代
- 1947年（昭和22年） - KS研究所を創業。
- 1951年（昭和24年） - 株式会社金子計器製作所を設立。代表取締役は金子慶尚。初代標準ゲージ発売。
- 1953年（昭和26年） - 列車速度計測器を台湾へ輸出。

### 1970年代
- 1970年（昭和45年） - カネコ計測工業に社名変更。金子慶尚元社長が科学技術長より黄綬褒章を受賞

### 1990年代
- 1990年（平成2年） - 株式会社カネコに社名変更。株式会社カネコ・ケーエス設立。
- 1993年（平成5年） - 金子慶尚元社長が叙勲 五等瑞宝章を受賞。
- 1999年（平成11年） - 代表取締役社長に金子淑夫が就任

### 2010年代
- 2006年（平成18年） - 本社を杉並区荻窪に移転

### 2020年代
- 2021年（令和3年） - 金子淑夫が代表取締役社長を退任し会長に就任。内田浩二が社長に就任。

## 事業所
本社
- 東京都杉並区荻窪5-26-13Daiwa荻窪ビル5階

支店・営業所
- 東京営業部（東京都杉並区荻窪5-26-13 Daiwa荻窪ビル2階）
- 日野工場・研究所（東京都日野市旭が丘5-17-14）
- 大阪支店（大阪府大阪市東淀川区東中島2-24-23）
- 名古屋支店（愛知県名古屋市西区名西2-33-10 東芝名古屋ビル3階）
- 札幌営業所（北海道札幌市中央区南11条西8-4-8 あさひメディカル中島公園102）
- 仙台営業所（宮城県仙台市青葉区柏木1-9-31）
- 静岡営業所（静岡県静岡市駿河区稲川3-1-25 ラ・リベルテK1-B号）
- 九州営業所（福岡県北九州市小倉北区浅野1-1-1 JR九州小倉駅北口ビル204）

## 主な商品
- 鉄道保線機器
- 気象防災機器
- 消防機器

## 歴代社長
|       | 氏名     | 在任期間        |
| ----- | -------- | --------------- |
| 初代  | 金子慶尚 | 1951年 - 1999年 |
| 第2代 | 金子淑夫 | 1999年 - 2021年 |
| 第3代 | 内田浩二 | 2021年 - 現職   |